# Béthancourt-en-Vaux
Béthancourt-en-Vaux – miejscowość i gmina we Francji, w regionie Hauts-de-France, w departamencie Aisne.
Według danych na styczeń 2014 roku gminę zamieszkiwały 452 osoby, a gęstość zaludnienia wynosiła 105,1 osób/km².